# Theodoros Zagorakis
Theodoros Zagorakis (Grieks: Θεόδωρος Ζαγοράκης) (Kavála, 27 oktober 1971) is een voormalig voetballer, voetbalbestuurder en politicus. Hij was speler en voorzitter van PAOK FC en maakte deel uit van het Grieks voetbalelftal dat kampioen werd van Euro 2004, waar hij ook tot 'beste speler van het toernooi' werd gekroond. Daarna nam hij zitting in het Europees Parlement.

## Clubcarrière
Zagorakis beleefde het grootste deel van zijn loopbaan in zijn vaderland. Hij speelde vijf seizoenen in zijn geboorteplaats Kavála, vertrok daarna naar PAOK FC en speelde later nog voor AEK Athene. Na een Italiaans avontuur bij Bologna keerde hij in de zomer van 2006 terug naar PAOK FC. In totaal kwam Zagorakis tot 453 wedstrijden in clubverband.

## Interlandcarrière
Naam maakte Zagorakis in 2004, toen hij met Griekenland verraste op het EK in Portugal. Hij werd niet alleen Europees kampioen, de aanvoerder werd ook nog eens uitgeroepen tot 'beste speler van het toernooi'. In totaal speelde hij 119 interlands (drie doelpunten) voor Griekenland. Zagorakis speelde zijn honderdste interland voor zijn vaderland op woensdag 17 november 2004 in de WK-kwalificatiewedstrijd tegen Kazachstan (3-1).

## Na het voetbal
Zagorakis was van 2007 tot 2012 voorzitter van PAOK. Hierna legde hij zich toe tot een carrière in de politiek. Namens de partij Nea Dimokratia werd hij bij de Europese verkiezingen van 2014 gekozen tot Europarlementariër. In 2019 werd hij herkozen.